# 福博会
福博会（ふくはくかい）は、福岡県福岡市博多区に本部を置く指定暴力団。2023年末の時点での勢力は約150人（構成員：約70人、準構成員等：約80人）。その内、福岡県内で活動している勢力は約120人（構成員：約60人、準構成員等：約70人）である。
前身は『福博睦会』。

## 概要

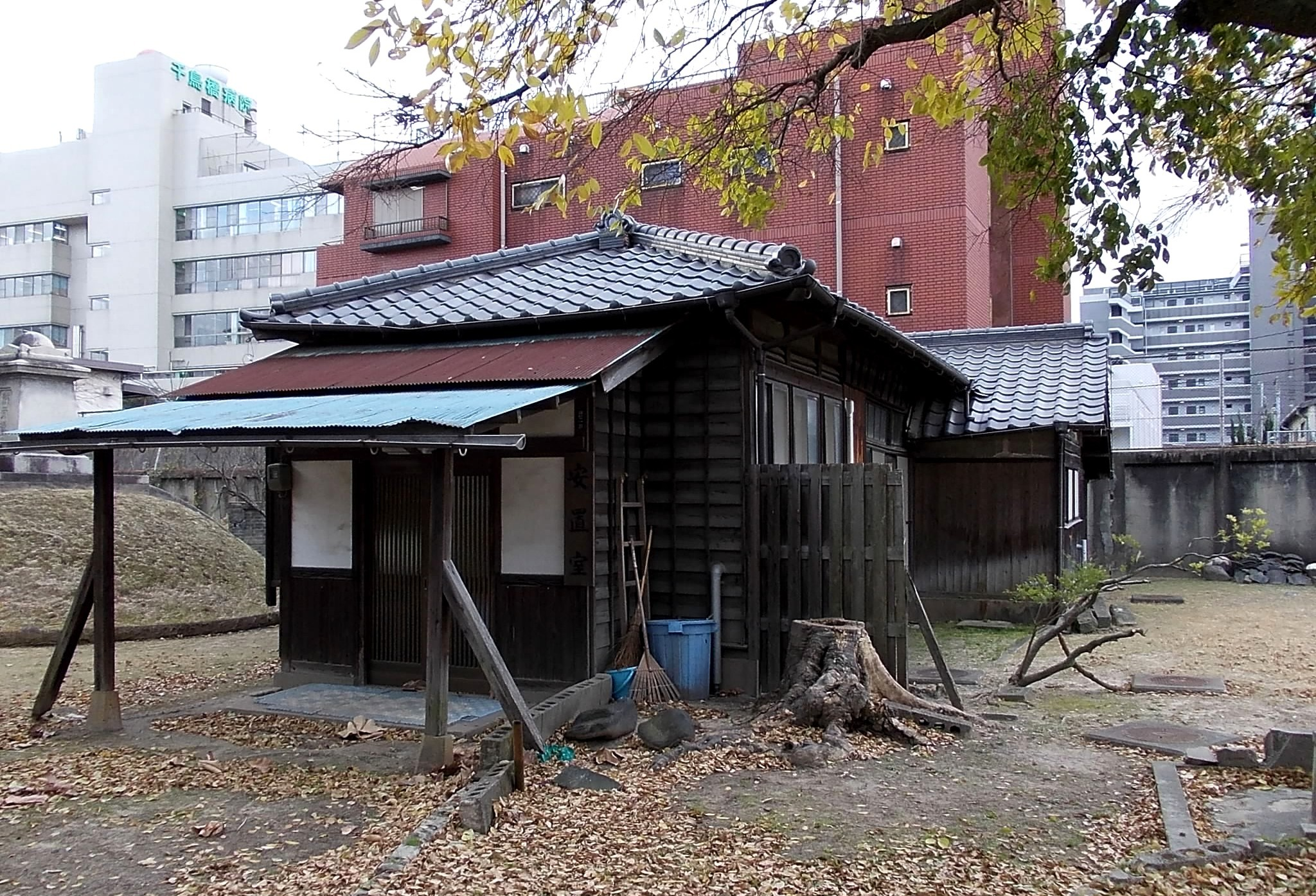
総本部遠景
（先方の煉瓦状外装の建築物）、
九州大学馬出キャンパス・
先端医療イノベーションセンター
方向から望む

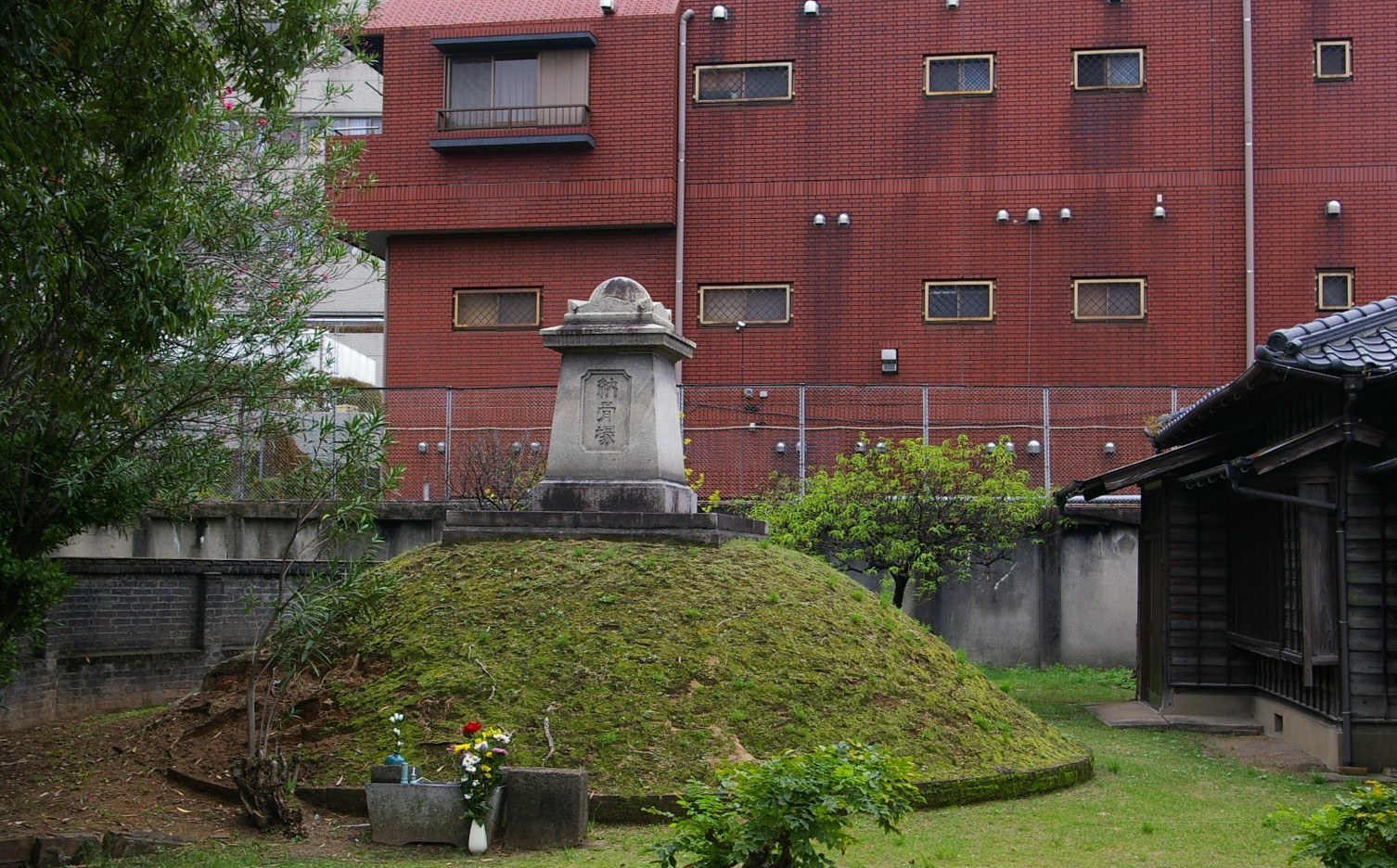
総本部近景
（手前は九州大学病院施設）

梅津会会長・梅津高則や四代目山口組伊豆組組長・伊豆健児の提言により、地元団体（梅津会、羽衣会、太田会、強友会、太住会、平野組、中丸会、永尾一家）の親睦組織・福博睦会として発足。
後に、二代目梅津会会長・梅津 明を会長として盃直しを行い「福博会」として統合。 福博睦会時代には伊豆を顧問に迎え、福博会会長となった梅津は五代目山口組組長・渡辺芳則から代紋違いの舎弟盃を受け、渡辺が歴代会長の後見人を務めており、山口組の親戚団体でもある。
梅津の死後、2代目会長選出に際して内部で意見がまとまらず、梅津会、太田会、強友会が一時脱退したこともある。2代目会長・和田将志郎が日航ホテルで福博会構成員に銃撃される事件も起きている。
2000年2月、福岡県公安委員会から指定暴力団に指定された。
総本部は九州大学馬出キャンパスに外壁を隔てて隣接しており、煉瓦タイル張り外装の4階建ての建築物である。

## 略歴
1985年（昭和60年）、四代目山口組（組長代行は中西一男）伊豆組・伊豆健児組長の提案で、福岡県福岡市博多区の暴力団である梅津会、羽衣会、太田会、強友会、太住会、平野組、中丸会、永尾一家、伊豆組が暴力団親睦団体『福博睦会』を結成した。
1990年（平成2年）7月9日午後8時ごろ、熊本県本渡市下浦町で、熊本二十日会加盟の虎門会系森原組組員が、福博睦会太住会組員に射殺された。熊本二十日会が虎門会を抑え、福博睦会が太住会を抑えて、本格的抗争を回避させた。
同年7月、もしくは同年8月、福博睦会に参加していた伊豆組以外の暴力団（梅津会、羽衣会、太田会、強友会、太住会、平野組、中丸会、永尾一家）は、代紋を統一し、連合組織『福博連合』を結成した。
同年7月22日午後1時ごろ、福博連合組員約30人が、新幹線で新神戸駅に到着した。その後、福博連合組員約30人は、兵庫県神戸市灘区の山口組本部を訪問した。五代目山口組・渡辺芳則組長ら山口組最高幹部が、福博連合組員約30人を出迎えた。
- 1992年（平成4年）、福博連合は、二代目梅津会・梅津明会長を当代として、『福博会』へと再編された。
- 1993年（平成5年）6月、梅津明は、五代目山口組・渡辺芳則組長から盃をもらい、渡辺芳則の舎弟となった。
- 1997年（平成9年）9月、梅津明が病気で死亡した。
- 1998年（平成10年）4月、和田将志郎が、二代目を継承した。後見人は、渡辺芳則。
- 2000年（平成12年）2月10日、福岡県公安委員会が指定暴力団に指定。
- 2006年（平成18年）4月18日、指定暴力団となった6年後に、福博会会長代行・長岡寅夫が三代目を継承した。後見人は、六代目山口組・司忍。
- 2020年（令和2年）6月5日、三代目・長岡寅夫が高齢の為に引退、理事長・金城國泰が四代目を継承した[7]。

## 歴代会長
- 初代：梅津 明（二代目梅津会会長）
- 二代目：和田将志郎（本名 和田万亀男、太住会初代会長）
- 三代目：長岡寅夫（本名 金 寅純、二代目羽衣会会長）
- 四代目：金城國泰（本名 金 国泰、三代目双葉会会長）

## 最高幹部
- 総裁 - 和田将志郎
- 会長 - 金城國泰
- 理事長 - 武井三郎（四代目梅津会会長）
- 総本部長 - 白石勢義（三代目平野組組長）
- 幹事長 - 杉山忠則（三代目強友会会長）
- 組織委員長 - 田村英治（三代目太住会会長）
- 風紀委員長 - 竹中幸治（三代目永尾一家総長）
- 懲罰委員長 - 光田 孝（四代目三宅一家総長）
- 事務局長 -
- 慶弔委員長 - 大河内孝（四代目羽衣会会長）

## 梅津会
- 梅津会は、指定暴力団・福博会の2次団体。福岡市博多区に本拠を置く日本の暴力団。

### 歴代会長
- 初代：梅津高則
- 二代目：梅津明（福博会初代会長）
- 三代目：松本哲夫
- 四代目：武井三郎

## 平野組
- 平野組は、指定暴力団・福博会の2次団体。福岡市早良区に本拠を置く日本の暴力団。

## 太田会
- 太田会は、指定暴力団・福博会の2次団体。福岡市博多区に本拠を置く日本の暴力団。